# Dicladispa cyannipennis
Dicladispa cyannipennis es una especie de insecto coleóptero de la familia Chrysomelidae.
Fue descrita científicamente en 1861 por Victor  Motschulsky.